# Hermann Uhde
Pour les articles homonymes, voir Uhde.
Hermann Uhde (né le 20 juillet 1914 à Brême et mort le 10 octobre 1965 à Copenhague) est un baryton-basse wagnérien allemand (Heldenbariton).

## Biographie et carrière
Après avoir étudié à Brême, il fit ses débuts en 1936. Pendant la guerre, il chanta à Munich et à l'Opéra de la Hague, alors occupée par les troupes allemandes. Il participa après la guerre au Festival de Salzbourg, où il interpréta notamment le rôle de Créon, pour la première de l'opéra Antigonae de Carl Orff, en 1949. Il participe surtout au Neues Bayreuth (« Nouveau Bayreuth ») de Wieland Wagner à Bayreuth, dès 1951, et compte parmi les grands chanteurs wagnériens de la génération d'après-guerre, aux côtés de Wolfgang Windgassen, Martha Mödl, Hans Hotter et Birgit Nilsson. Il est accueilli au Metropolitan Opera de New York de 1955 à 1964.
Ayant commencé avec une voix de basse, il devint ensuite baryton-basse. À l'occasion, il lui arriva de chanter encore des rôles de basses, comme celui du Grand Inquisiteur de Don Carlos.
La voix acérée, noire et ample, et la diction mordante d'Hermann Uhde en ont fait l'interprète habituel des rôles de méchants (Telramund, Klingsor) ou moralement ambigus (Wotan, le Hollandais volant, Gunther) du Festival de Bayreuth. Sa carrière est particulièrement marquée par son interprétation très lyrique et romantique du Hollandais dans Le Vaisseau fantôme, mais aussi par « un Wozzeck d'anthologie. »
Il a participé à plusieurs enregistrements considérés comme historiques : le Parsifal de 1951, pour la réouverture du Festival de Bayreuth, sous la direction de Hans Knappertsbusch (avec Wolfgang Windgassen, Ludwig Weber, Martha Mödl, George London), et peut-être plus encore celui de 1953, dirigé par Clemens Krauss, avec une distribution presque identique, Windgassen étant remplacé par Ramón Vinay. Certains critiques reprochent toutefois à Uhde d'en faire un peu trop, et d'écorner certaines notes au profit du dramatisme parfois saisissant, souvent incantatoire, voire outré, par lequel il imprima sa marque. Il mourut sur scène, au Théâtre royal de Copenhague, pendant une représentation de Faust III de Bentzon, le 10 octobre 1965.

## Discographie sélective
- 1951 : Parsifal (Klingsor) - Hans Knappertsbusch
- 1952 : L'Or du Rhin (Wotan) - Joseph Keilberth
- 1953 : L'Or du Rhin (Donner) et Le Crépuscule des dieux (Gunther) - Joseph Keilberth
- 1953 : L'Or du Rhin (Donner) et Le Crépuscule des dieux (Gunther) - Clemens Krauss
- 1953 : Lohengrin (Telramund) - Joseph Keilberth
- 1953 : Parsifal (Klingsor) - Clemens Krauss
- 1955 : Der fliegende Holländer (Le Hollandais) - Hans Knappertsbusch
- 1960 : L'Or du Rhin (Wotan) et Siegfried (Der Wanderer) - Rudolf Kempe

## Sources
- Guide des opéras de Wagner. Livrets — Analyses — Discographies, sous la direction de Michel Pazdro, Paris, Fayard, coll. « Les Indispensables de la musique », 1998.
- Dictionnaire encyclopédique Wagner, sous la direction de Timothée Picard, Arles, Actes Sud / Paris, Cité de la musique, 2010.
- L’Univers de l’opéra. Œuvres, scènes, compositeurs, interprètes, sous la direction de Bertrand Dermoncourt, Paris, Robert Laffont, coll. « Bouquins », 2012.
- Le Nouveau Dictionnaire des interprètes, sous la direction de Alain Pâris, Paris, Robert Laffont, coll. « Bouquins », 2015.